# Miasta Republiki Zielonego Przylądka

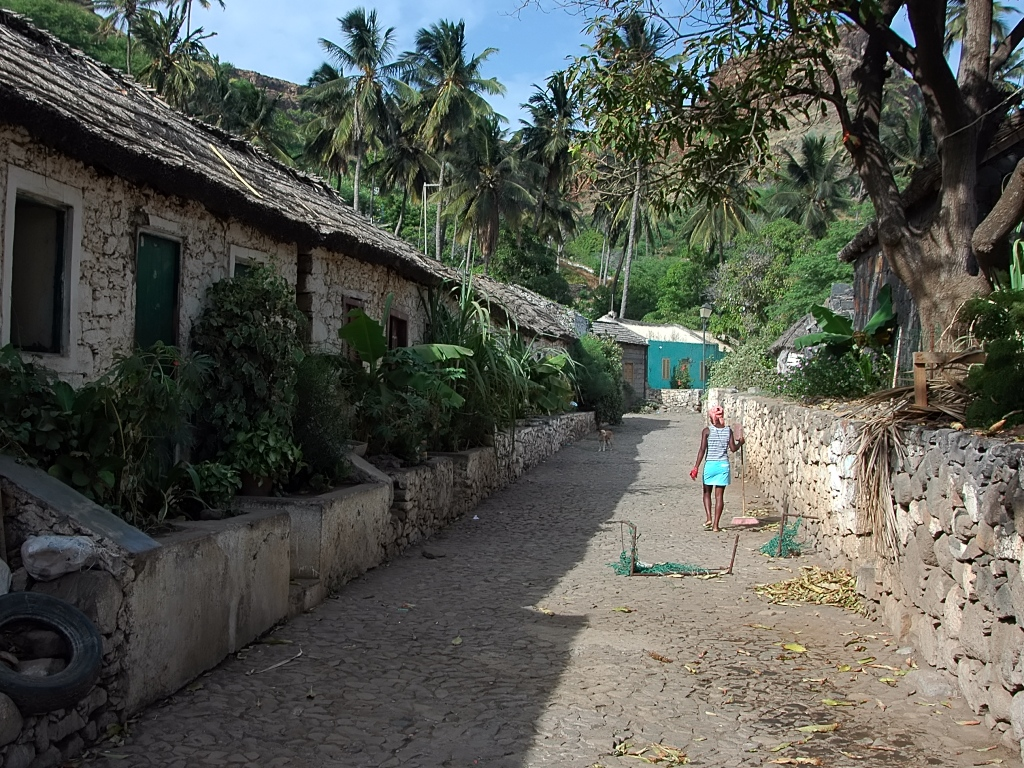
Rua da Banana w Ribeira Grande de Santiago, najstarsza zachowana ulica zbudowana przez Europejczyków w tropikach.

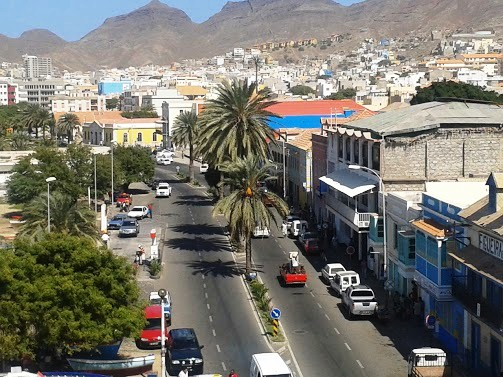
Rua Praia w Mindelo

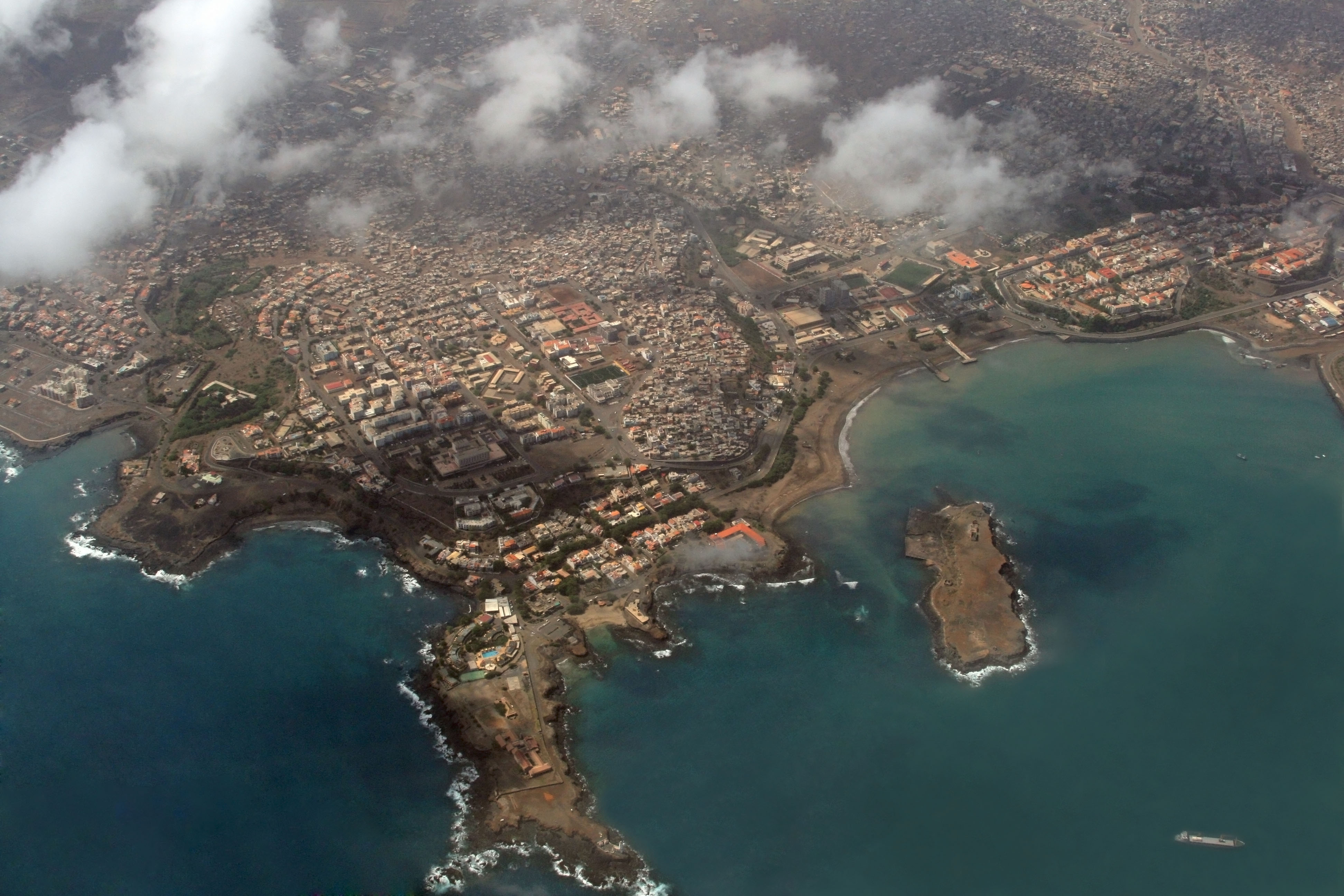
Centralna część stolicy i największego miasta kraju, Prai, widziana z lotu ptaka

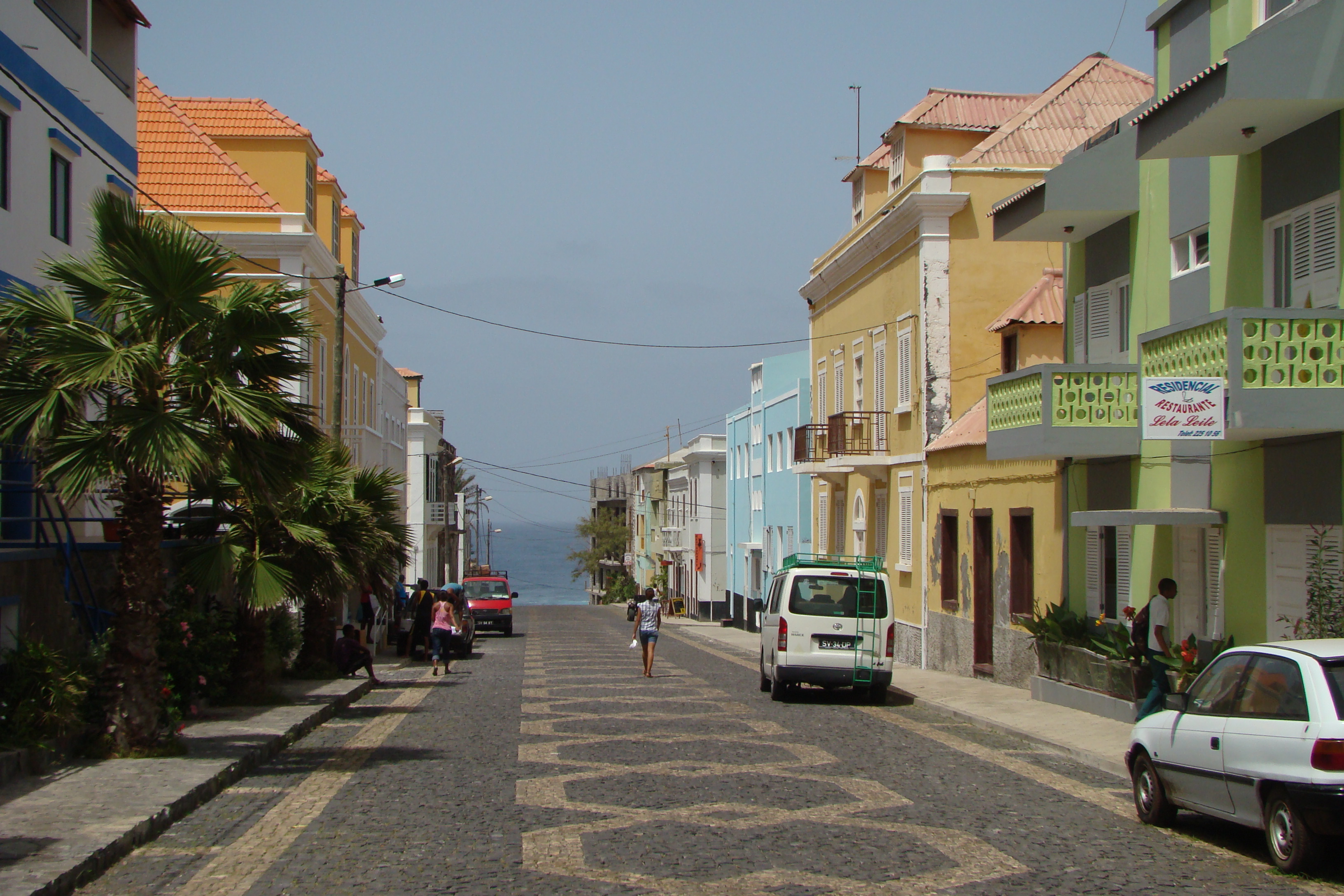
Ulica w Ponta do Sol

Na Wyspach Zielonego Przylądka istnieją obecnie 24 miasta (cidade). Wcześniej istniało jedynie sześć miast (Praia, Mindelo, Assomada, Ribeira Grande de Santiago, Porto Novo i São Filipe) oraz 18 oficjalnie rozpoznanych miasteczek (tzw. vila). Najstarszą miejscowością jaka uzyskała status miasta jest Ribeira Grande de Santiago, co nastąpiło dekretem królewskim w 1533 r. Podział na miasta i miasteczka odziedziczony po Portugalii został zniesiony we wrześniu 2010 r.
Wszystkie miasta z wyjątkiem Santa Marii i Ribeira Grande (Santo Antão) są siedzibą concelho, podstawowej jednostki podziału administracyjnego w kraju. Jedynie Praia i Mindelo posiadają większą liczbę ludności, skupiając około 40% mieszkańców kraju. Najmniejsze miasteczka nie mają pełnej infrastruktury miejskiej.

## Lista miast w Republice Zielonego Przylądka
Poniższa tabela prezentuje wszystkie miasta Republiki Zielonego Przylądka z ludnością wg spisu powszechnego z 2010 r.:
| Miasto                     | Wyspa       | Liczba ludności (2010) |
| -------------------------- | ----------- | ---------------------- |
| Praia                      | Santiago    | 130 271                |
| Mindelo                    | São Vicente | 69 904                 |
| Espargos                   | Sal         | 17 081                 |
| Assomada                   | Santiago    | 12 332                 |
| Pedra Badejo               | Santiago    | 9 859                  |
| Porto Novo                 | Santo Antão | 9 310                  |
| São Filipe                 | Fogo        | 8 122                  |
| Tarrafal                   | Santiago    | 6 656                  |
| Santa Maria                | Sal         | 6 258                  |
| Sal Rei                    | Boa Vista   | 5 778                  |
| Mosteiros                  | Fogo        | 4 124                  |
| Tarrafal de São Nicolau    | São Nicolau | 3 733                  |
| Calheta de São Miguel      | Santiago    | 3 175                  |
| Porto Inglês               | Maio        | 2 971                  |
| São Domingos               | Santiago    | 2 818                  |
| Ribeira Grande             | Santo Antão | 2 564                  |
| Ponta do Sol               | Santo Antão | 2 143                  |
| Ribeira Brava              | São Nicolau | 1 936                  |
| Nova Sintra                | Brava       | 1 536                  |
| Pombas                     | Santo Antão | 1 295                  |
| Cova Figueira              | Fogo        | 1 230                  |
| Ribeira Grande de Santiago | Santiago    | 1 214                  |
| Picos                      | Santiago    | 986                    |
| João Teves                 | Santiago    | 703                    |